# Bron-Yr-Aur

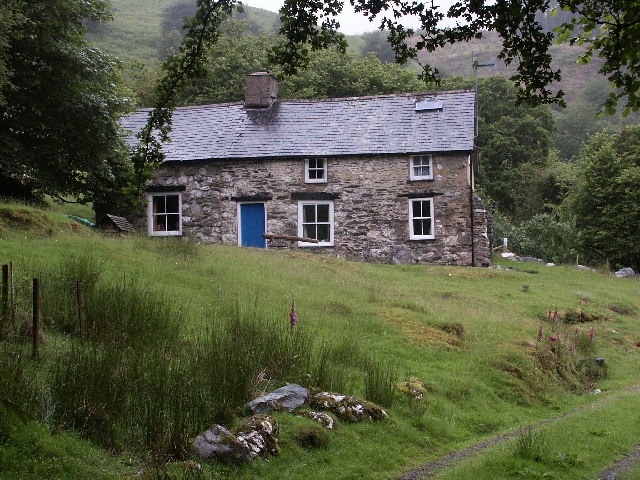
Bron-Yr-Aur

Bron-Yr-Aur – XVII-wieczny dom położony w hrabstwie Gwynedd w Walii. W języku walijskim nazwa domu oznacza złote wzgórze.
Bron-Yr-Aur zyskało sławę głównie dzięki powiązaniom z grupą Led Zeppelin. W latach 50. Dom wykorzystywany był przez rodzinę wokalisty Roberta Planta jako miejsce letniego wypoczynku. W 1970 Plant wraz z gitarzystą Jimmym Page'em regenerowali tam siły po długiej i wyczerpującej trasie po Stanach Zjednoczonych. Brak bieżącej wody i elektryczności zainspirował ich do napisania oraz nagrania kilku piosenek, które zostały umieszczone na albumie Led Zeppelin III. Były to: „Friends”, „Bron-Yr-Aur Stomp” oraz „That's the Way”.
Inne utwory Led Zeppelin, które powstały w Bron-Yr-Aur: „Over the Hills and Far Away”, „The Crunge” (oba z albumu Houses of the Holy), „The Rover”, „Bron-Yr-Aur” i „Down By The Seaside” z Physical Graffiti oraz „Poor Tom” z Cody. Utwory, które nigdy nie zostały umieszczone na oficjalnym albumie Led Zeppelin, to: „Another Way To Wales” i „I Wanna Be Her Man”.
Robert Plant powrócił z Jimmym Page'em do Bron-Yr-Aur podczas nagrywania albumu Jimmy Page & Robert Plant: Unledded w 1994. Krajobrazy okolicy można obejrzeć w wersji DVD tego albumu.